# بیت‌الله محسود
بیت‌الله محسود (۱۹۷۴-۲۰۰۹) از رهبران جنبش طالبان در استان وزیرستان پاکستان بود که در نزدیکی مرز افغانستان فعالیت میکرد.

## رهبری طالبان پاکستان
او که متولد سال ۱۹۷۴ میلادی بود همیشه در نشست‌های خبری صورت خود را می‌پوشاند. او در دسامبر سال ۲۰۰۷ رهبر جنبش طالبان در پاکستان شد و حملات تروریستی را در پاکستان و افغانستان رهبری کرد. او فقط یک بار در نشست رسانه‌ای با حضور ۲۰ خبرنگار ظاهر شد. در این نشست خبری که در ماه می ۲۰۰۸ برگزار شد نیروهای وی اجازه ندادند تا کسی از چهره او تصویری بردارد. او در این نشست گفت:
آمریکا دشمن ماست و می‌خواهیم با آنها مبارزه کنیم
منابع جاسوسی پاکستان اعلام کرده‌اند او در حدود ۲۰ تا ۲۵ هزار نیرو داشت و با اینکه مبتلا به بیماری دیابت هم بود مرتباً مخفیگاه خود را تغییر می‌داد تا تجهیزات جاسوسی نتوانند از او ردی بدست بیاورند.
در اوت ۲۰۰۹ در حمله هوایی با هواپیمای بی‌خلبان سازمان سیا کشته شد.

## ترور بی‌نظیر بوتو
دولت پاکستان او را طراح نقشه ترور بی نظیر بوتو می‌داند و سازمان جاسوسی آمریکا نیز اتهام را تایید کرده‌است. همچنین ربودن طارق عزیزالدین سفیر پاکستان در افغانستان، نیز توسط نیروهای تحت امر او انجام شده‌است .